# 靈龜島
靈龜島（英語：Turtle Island）是一個源自北美洲原住民的概念，一般用於指代北美洲（包括美國、加拿大等地），也可以指代整個地球。這個概念出自阿爾岡昆人和霍迪諾肖尼人等原住民族的創世神話。今天，「靈龜島」這個名稱主要由原住民權利支持者所使用。